# Expresivita (lingvistika)
Expresivita či expresivnost je označení pro citové zabarvení výpovědi; citově zabarvená slova se pak označují jako expresiva. Je to pragmatická složka významu slova (obecně příslušné jazykové jednotky), která vyjadřuje hodnotící vztah, postoj nebo rozpoložení mluvčího. Používání expresiv je charakteristické pro některé funkční styly a útvary jazyka, expresivita je druhem stylistického příznaku. Ačkoli se jedná o emoční zabarvení, expresivita nemusí být jen výrazem citů, ale také vůle – ve smyslu cíleného zdůraznění, odlišení či aktualizace použitého výrazu.

## Studium
Systematickým studiem expresivity se zabýval ve 30. letech 20. století Charles Bally, žák zakladatele moderní lingvistiky Ferdinanda de Saussure.

## Prostředky
Expresivního zabarvení lze dosáhnout na všech jazykových rovinách (hláskoslovné, tvaroslovné, syntaktické i lexikální), kde mají zvláštní postavení frazémy, lexikální jednotky, které jsou velmi často expresivní. Při ústní komunikaci se expresivita projevuje také v intonaci, přízvuku i v neverbálních prostředcích, jako jsou gesta a mimika, v psané formě se vyjadřuje také grafickými prostředky, např. vykřičníky, podtržením, případně emotikony.
Na morfologické úrovni se emocionálního (hodnotícího) zabarvení dosahuje v češtině například pomocí přípon -oun (krkoun, hamoun, vrahoun), -isko (chlapisko) či -ák (chudák, mrzák, vulg. čůrák/čurák (mor. varianta)), přičemž rozsah užití přípony -ák se rozšiřuje i do neexpresivní vrstvy jazyka. Tato přípona tak pozvolna ztrácí příznak expresivnosti, přičemž příznak hovorovosti si ponechává (např. univerbizace toponym jako Karlák (Karlovo náměstí), Ípák (stanice I. P. Pavlova) a podobně) nebo jiných dvouslovných termínů – náklaďák (nákladní auto), uherák (uherský salám), tuzemák (tuzemský rum) a mnohé další.
V lexikální rovině se v rámci expresiv vydělují vulgarismy (sprostá slova), eufemismy (zjemňující slova), pejorativa (hanlivá slova), dětská slova, hypokoristika (domácká jména), deminutiva (zdrobněliny).

## Kontext
Lingvista Jaroslav Zima členil expresivitu na:
- inherentní, která představuje trvalou součást významu slova (lexikální jednotky) bez ohledu na kontext,
- adherentní, která se projevuje jen v ustáleném kontextu (např. klacek jako nevychovaný člověk),
- kontextovou, tedy nelexikalizovanou, aktualizující.

Příbuzné pojmy jsou afektivita, emocionálnost, evaluativnost. Emocionalita představuje významnou složku expresivity.